# Merle Tottenham
Merle Tottenham (1901-1958) fue una actriz de cine británico nacida en India.  Su trabajo escénico incluyó la producción original del West End de Noël Coward's Cavalcade en 1931; y repitió su papel de Annie la sirvienta en la posterior película de Hollywood, en 1933. También apareció como Dora, la doméstica en Night Must Fall (1937) con Robert Montgomery y Rosalind Russell, y la versión cinematográfica de This Happy Breed de Coward (1944), como Edie, la sirvienta.

## Filmografía parcial
- Immediate Possession (1931, Corto) - Polly Baxter
- Down Our Street (1932) - Rose
- Here's George (1932) - Perkins
- Cavalcade (1933) - Annie
- Bondage (1933) - Ruth
- Paddy the Next Best Thing (1933) - Doméstica
- The Invisible Man (1933) - Millie
- The Night Club Queen (1934) - Alice Lamont
- Borrowed Clothes (1934) - Minor Role (sin créditos)
- Youthful Folly (1934)
- Sporting Love (1936) - Doméstica
- Chick (1936) - Doméstica
- Man in the Mirror (1936) - Mary (sin créditos)
- Night Must Fall (1937) - Dora
- Bank Holiday (1938) - Milly
- Over the Moon (1939) - Doméstica (sin créditos)
- Dead Men Are Dangerous (1939) - Gladys
- A Girl Must Live (1939) - Reclusa
- Goodbye, Mr. Chips (1939) - Nellie, doméstica del Sr. y la Sra. Chipping (sin créditos)
- Poison Pen (1939) - Señora Kemp
- The Young Mr. Pitt (1942) - Doméstica de Lord Auckland (sin créditos)
- We Dive at Dawn (1943) - (sin créditos)
- Headline (1944) - Señora Deans
- This Happy Breed (1944) - Edie
- Love Story (1944) - Piloto de bus
- I Didn't Do It (1945) - Tessie
- Caravan (1946) - Tweeny (sin créditos)
- My Brother Jonathan (1948) - Alice Rudge
- Sleeping Car to Trieste (1948) - Señorita Smith (sin créditos)
- It's Hard to Be Good (1948) - Señora Hobson (sin créditos)
- Calling Paul Temple (1948) - Millie
- The Twenty Questions Murder Mystery (1950) - Vecina de la señora Tavy (sin créditos)
- Room to Let (1950) - Alice
- The Woman in Question (1950) - Vecina (sin créditos)